# 安德烈亚斯·帕潘德里欧

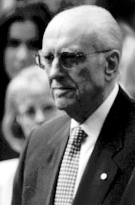
安德烈亚斯·帕潘德里欧

安德烈亚斯·乔治乌·帕潘德里欧（希臘語：Ανδρέας Γεωργίου Παπανδρέου，發音：[anˈðreas papanˈðreu]；1919年2月5日—1996年6月23日），希腊前总理，泛希腊社会主义运动创始人和主席。作為希臘最頂尖的左派政治家，他與右派的康斯坦蒂诺斯·卡拉曼利斯一同主宰了20世紀後半的希臘政局。1981至1996年中曾三次選上希臘總理，分別為1981—1985年、1985-1989年、1993—1996年。
他從1981年開始了左派執政，結束了由保守右派主導近50年的權力體系。他歷屆的內閣成就，包括正式承認希臘抵抗運動的政府並建立國家衛生系統和最高人事選拔委員會；1982年通過的第1264號法案，確保了勞工罷工權並大大改善了工人的權益；1985-1986年的憲法修正案則加強了議會權力與總理制，削弱了總統（間接選舉產生）的實權；在外交方面推行了獨立於強權（美國）控制的政策，提升了希臘人民的自信心；又擴大了地方政府的權力，展開許多進步的法律改革，並允許希臘內戰（1946-1949年）中的希臘族裔難民返回希臘。
在2007年的一項民意調查中，48％的受訪者認為帕潘德里歐是「最重要且突出的希臘總理」；在同一項民調中，帕潘德里歐的首任內閣是1974年希臘第三共和國開始後的最好政府，永遠讓人懷念。

## 早年

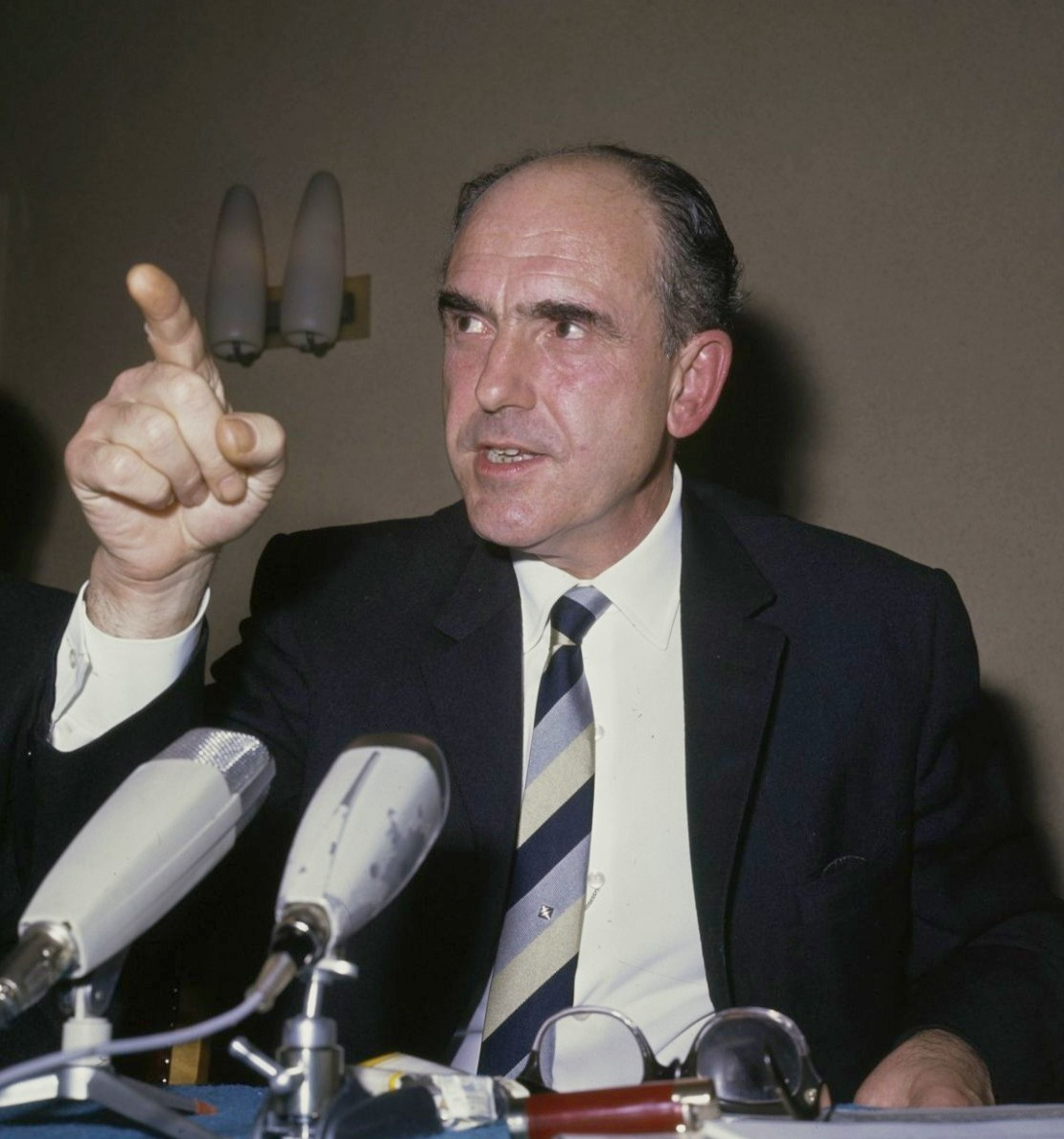
1968年的安德烈亚斯·帕潘德里欧

1919年帕潘德里欧生于希俄斯岛，是著名政治家老乔治乌·帕潘德里欧的兒子，其父曾在1944－1945年、1963年、1964年－1965年三次出任希腊总理。1937年，加入托洛茨基主义组织“十三人小组”；后来，他们被警察逮捕并被迫签署放弃共产主义的悔过声明，最终获释。1938年獲釋後從雅典大学法律系畢業，於同年到美国哈佛大学求學。毕业後成為美國公民，並在加利福尼亚大学伯克利分校成為經濟學教授。

## 回國的政治生涯
1961年他被當時的希臘首相康斯坦蒂诺斯·卡拉曼利斯邀請回國，擔任經濟研究與計畫中心的負責人。1964年在父親的出生地亞該亞參選國會並當選為眾議員，之後再父親領導的中間聯盟政府裡擔任部長。1967年上校喬治斯·帕帕佐普洛斯以政變建立獨裁政府時，他因其身的自由派偏左派立場而被捕，後在美國的施壓下獲釋並離開希臘。他在流亡期間成立了「泛希臘解放運動」，思想更加左派激進化，並提出許多激進的政見與主張，譬如他呼籲希臘人民發動武裝起義來推翻獨裁政權；嚴厲批判美國、北約和歐洲經濟共同體居然支持軍人獨裁的希臘政府。

## 在野的左派
1974年希臘獨裁政權被推翻之後，他回到希臘並成立左派政黨──泛希腊社会主义运动，號召希臘人起來結束對美國的依賴，並實施嚴厲的政治改革。他忽視泛希臘社會主義運動的民主結構，按照傳統對整個黨進行威權管理。他在黨內建立絕對權威，排斥黨內的反對意見，但是在他卓越的領導下，泛希社會主義運動的得票率逐屆倍增：從1974的14%到1981年的48%。這種「奔向權力運動」最終讓他在1981年選上總理，當時的口號「改變」一舉擄獲選民的心思，組成有史以來第一個「社會主義」內閣（實質上是民粹主義政府）。

## 三次執政

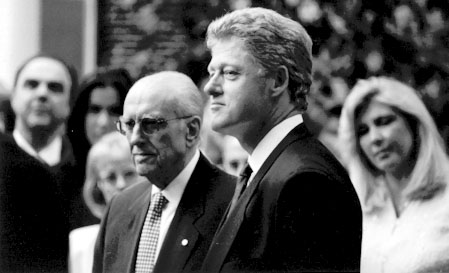
1994年4月帕潘德里欧在華盛頓受到美國總統柯林頓的歡迎，照片右後者是小他36歲的妻子黛米菈（原是他外遇對象）

他執政後立刻從激進變溫和，放棄許多競選時提出的政見，包含原本強烈主張要脫離北約和歐洲經濟共同體，現在都因他採取較傳統的外交政策而維持現狀；但他仍然奉行独立的外交政策，將國防政策以本國的利益出發而非美國，扭轉了美國自1947年希臘內戰後長期操控希臘軍隊的狀況（因為美國在內戰時發揮了決定性的力量並結束了希臘內戰）。他又不時發表批美親蘇的言論。這種立場使他非常受到歡迎，因為過往的保守政府常被視為美國的奴隸並屈從於美國的利益。他支持自由的社会政策，包括国家卫生制度和更低的选举年龄，又大幅提高勞工工資及其權益，如社會福利和社會保險的支出大幅增加，受惠者普及於中下階層。他强调发展落后的农村经济以促进城市发展，虽然政府的高开支导致了通货膨胀，但经济还是有了一定的发展。
1985年他以46%的得票率再度連任總理。他提倡慷慨的社会福利计画，但他的第二段任期先是受到每況愈下的經濟蕭條困擾，再來是一連串與內閣牽扯的重大醜聞，包含他本人與一名美艷女空服員──黛米菈·粒亞妮的婚外情關係。1989年他和妻子離婚，與黛米菈結婚。經過種種的困難和危機，即使他有非凡的演說能力和群眾魅力，終究在1989年的議會大選中只獲得39%的得票率而輸給右翼反對派新民主党。
他後來被國會委員會揭發貪污與非法監聽而下台，但接著被宣布無罪釋放。1993年他再度當選總理，但因健康問題而再1996年初辭職，並在當年六月病逝。

## 遺產

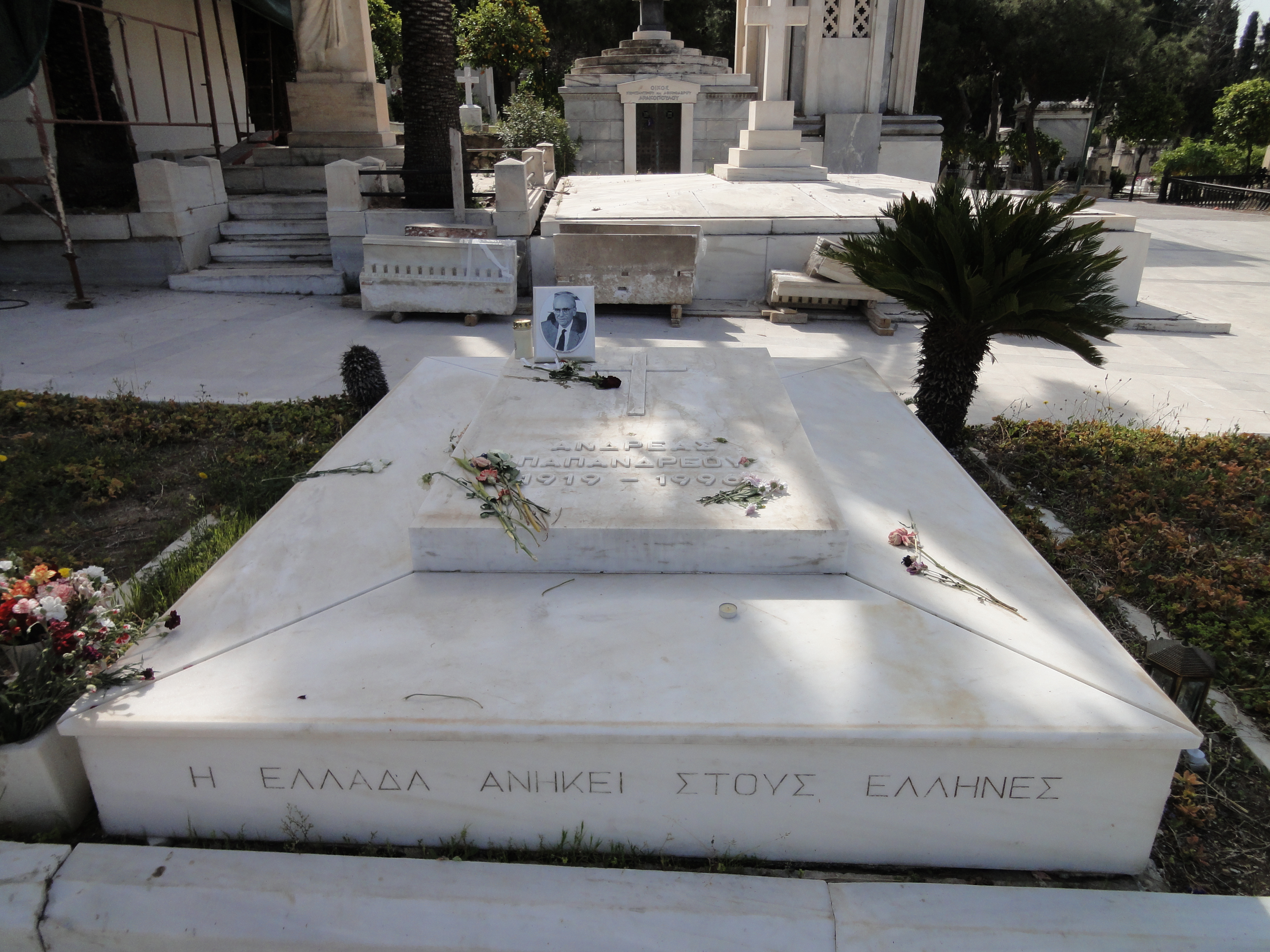
帕潘德里歐在雅典的墓碑，上面寫著他選舉的金句：「希臘屬於全體希臘人」

他儿子乔治·帕潘德里欧于2009年10到2011年11月担任希腊总理，在喬治的造勢場合上，支持群眾高呼口號：「安德烈！你還活著，你來帶領我們吧！」。
在2007年和2010年的兩項獨立民調中，公認自1974年希臘恢復民主以來，安德烈·帕潘德里歐乃是最好的總理。

## 延伸閱讀
- Clogg, Richard. 〈Andreas Papandreou–A political profile〉， 《Mediterranean Politics'》 1#3 (1996): 382-387.
- Kariotis, Theodore C., ed. 《The Greek Socialist Experiment: Papandreou's Greece, 1981-1989.》 (Pella Publishing Company, 1992).
- Wilsford, David, ed. 《Political leaders of contemporary Western Europe: a biographical dictionary》 (Greenwood, 1995) pp. 361–68.